# Ken Lucas
Kenyatta Cornelius Lucas (Cleveland, 23 gennaio 1979) è un ex giocatore di football americano statunitense che ha militato nel ruolo di cornerback nella National Football League (NFL).

## Carriera

### Seattle Seahawks
Lucas fu scelto nel corso del secondo giro (40º assoluto) del Draft NFL 2001 dai Seattle Seahawks. Nella sua prima partita partì come titolare contro i Cleveland Browns, riuscendo a deviare un passaggio cruciale nel finale di gara che consentì a Seattle di mantenere la vittoria. In seguito mise a segno il suo primo intercetto sul quarterback dei San Diego Chargers Doug Flutie.
Durante la stagione 2002, Lucas si impose all'attenzione nazionale mettendo a segno 2 intercetti sul quarterback degli Atlanta Falcons Michael Vick, venendo premiato come difensore della NFC della settimana. La sua stagione si chiuse con un record in carriera di 82 tackle.
Durante la stagione 2004, Lucas fu premiato nuovamente come difensore della NFC della settimana dopo due intercetti sul quarterback dei St. Louis Rams Marc Bulger. Concluse quella stagione con sei intercetti, incluso uno ritornato nel suo primo touchdown.

### Carolina Panthers
Lucas prima della stagione 2005 firmò come free agent con i Carolina Panthers. Nella prima stagione con la nuova maglia disputò 15 partite come titolare, terminando ancora con 6 intercetti. Nei playoff fece registrare altri due intercetti in tre partite ma la stagione si concluse nella finale della NFC contro la sua ex squadra, Seattle. Durante il training camp 2008, Lucas fu coinvolto in una rissa con la stella della squadra Steve Smith. Smith fece un occhio nero Lucas e gli ruppe il naso. Lucas fu apprezzato da numerose persone per avere perdonato Smith completamente.
Lucas fu svincolato dai Panthers l'11 marzo 2009 per liberare 2,3 milioni nel salary cap.

### Ritorno ai Seahawks
Dopo quattro stagioni con Carolina, Lucas firmò per fare ritorno ai Seahawks il 27 aprile 2009. Con essi disputò l'ultima stagione da professionista giocando tutte le 16 partite, di cui 6 come titolare, con 34 tackle e il 25º e ultimo intercetto in carriera.